# Filmografia della Metro-Goldwyn-Mayer

## Anni 1920

### 1924
- The Silent Accuser, regia di Chester M. Franklin
- L'arrivista (The Snob), regia di Monta Bell
- L'uomo che prende gli schiaffi (He Who Gets Slapped), regia di Victor Sjöström
- Tra moglie e marito (Married Flirts), regia di Robert G. Vignola
- La seconda vita di Arturo Merril (Sinners in Silk), regia di Hobart Henley

### 1925
- The Mystic, regia di Tod Browning
- The Circle, regia di Frank Borzage
- Sun-Up, regia di Edmund Goulding
- Il trio infernale (The Unholy Three), regia di Tod Browning
- La voce del sangue (Never the Twain Shall Meet), regia di Maurice Tourneur
- Schiava della moda (A Slave of Fashion), regia di Hobart Henley
- Orgoglio (Proud Flesh), regia di King Vidor
- Zander the Great, regia di George W. Hill
- Lights of Old Broadway, regia di Monta Bell
- Time, the Comedian, regia di Robert Z. Leonard
- The Only Thing, regia di Jack Conway
- La sposa mascherata (The Masked Bride), regia di Christy Cabanne
- La grande parata (The Big Parade), regia di King Vidor
- Bright Lights, regia di Robert Z. Leonard
- Exchange of Wives, regia di Hobart Henley
- The Midshipman, regia di Christy Cabanne
- La torre delle menzogne (The Tower of Lies), regia di Victor Sjöström
- La sua segretaria (His Secretary), regia di Hobart Henley
- Le tre grazie (Sally, Irene and Mary), regia di Edmund Goulding
- Soul Mates, regia di Jack Conway
- The Great Love, regia di Marshall Neilan
- Ben-Hur (Ben-Hur: A Tale of the Christ), regia collettiva

### 1926
- La carne e il diavolo (Flesh and the Devil), regia di Clarence Brown
- Dance Madness, regia di Robert Z. Leonard
- Il corvo (The Blackbird), regia di Tod Browning
- Mike, regia di Marshall Neilan
- The Barrier, regia di George W. Hill
- La Bohème, regia di King Vidor
- The Devil's Circus, regia di Benjamin Christensen
- The Boob, regia di William A. Wellman
- Money Talks, regia di Archie Mayo
- Lo studente (Brown of Harvard), regia di Jack Conway
- Il principe azzurro (Beverly of Graustark), regia di Sidney Franklin
- Il delizioso peccatore (The Exquisite Sinner), regia di Josef von Sternberg
- Il torrente (Torrent), regia di Monta Bell
- The Auction Block, regia di Hobart Henley
- Music-Hall (Upstage), regia di Monta Bell
- Exit Smiling, regia di Sam Taylor
- Un marito da vendere (Love's Blindness), regia di John Francis Dillon
- War Paint, regia di W. S. Van Dyke
- La tentatrice (The Temptress), regia di Fred Niblo
- Bardelys il magnifico (Bardelys the Magnificent), regia di King Vidor
- The Gay Deceiver, regia di John M. Stahl
- Sesso... che non tramonta (The Waning Sex), regia di Robert Z. Leonard
- The Boy Friend, regia di Monta Bell
- La lettera scarlatta (The Scarlet Letter), regia di Victor Sjöström
- Mammina (Lovey Mary), regia di King Baggot
- Il capitano di Singapore (The Road to Mandalay), regia di Tod Browning
- Paris, regia di Edmund Goulding
- The Desert's Toll, regia di Clifford Smith
- The Flaming Forest, regia di Reginald Barker
- Tin Hats, regia di Edward Sedgwick
- There You Are!, regia di Edward Sedgwick
- Valencia, regia di Dmitrij Buchoveckij
- La brigata del fuoco (The Fire Brigade), regia di William Nigh
- Tell It to the Marines, regia di George W. Hill

### 1927
- Women Love Diamonds, regia di Edmund Goulding
- A Little Journey, regia di Robert Z. Leonard
- Winners of the Wilderness, regia di W. S. Van Dyke
- Johnny Get Your Hair Cut, regia di B. Reeves Eason e Archie Mayo
- Il padiglione delle meraviglie (The Show), regia di Tod Browning
- The Red Mill, regia di William Goodrich
- La ballerina del taxi (The Taxi Dancer), regia di Harry F. Millarde
- L'altare dei desideri (Altars of Desire), regia di Christy Cabanne
- On Ze Boulevard, regia di Harry F. Millarde
- The Callahans and the Murphys, regia di George W. Hill
- Ah! Che maschietta! (Tillie the Toiler), regia di Hobart Henley
- The Frontiersman, regia di Reginald Barker
- Lo sconosciuto (The Unknown), regia di Tod Browning
- Captain Salvation, regia di John S. Robertson
- California, regia di W. S. Van Dyke
- Rookies, regia di Sam Wood
- Annie Laurie la fanciulla scozzese (Annie Laurie), regia di John S. Robertson
- Lovers?, regia di John M. Stahl
- Frisco Sally Levy, regia di William Beaudine
- Mister Wu (Mr. Wu), regia di William Nigh
- Slide, Kelly, Slide, regia di Edward Sedgwick
- Heaven on Earth, regia di Phil Rosen
- The Understanding Heart, regia di Jack Conway
- Tua moglie ad ogni costo (The Demi-Bride), regia di Robert Z. Leonard
- The Valley of Hell, regia di Clifford Smith
- Giovinezza prepotente (The Fair Co-Ed), regia di Sam Wood
- Spring Fever, regia di Edward Sedgwick
- The Thirteenth Hour, regia di Chester M. Franklin
- The Road to Romance, regia di John S. Robertson
- Body and Soul, regia di Reginald Barker
- Il principe studente (The Student Prince in Old Heidelberg), regia di Ernst Lubitsch
- Foreign Devils, regia di W. S. Van Dyke
- Twelve Miles Out, regia di Jack Conway
- Il giardino di Allah (The Garden of Allah), regia di Rex Ingram
- Sigari e sigarette, signori (After Midnight), regia di Monta Bell
- Mockery, regia di Benjamin Christensen
- Adamo e il peccato (Adam and Evil), regia di Robert Z. Leonard
- The Bugle Call, regia di Edward Sedgwick
- The Lovelorn, regia di John P. McCarthy
- Spoilers of the West, regia di W. S. Van Dyke
- The Enemy, regia di Fred Niblo
- Buttons, regia di George W. Hill
- L'allievo di West Point (West Point), regia di Edward Sedgwick
- Il fantasma del castello (London After Midnight), regia di Tod Browning
- Anna Karenina (Love), regia di Edmund Goulding
- Mia moglie mi tradisce (Tea for Three), regia di Robert Z. Leonard
- Via Belgarbo (Quality Street), regia di Sidney Franklin
- In Old Kentucky, regia di John M. Stahl
- L'uomo, la donna e il peccato (Man, Woman and Sin), regia di Monta Bell
- Becky, regia di John P. McCarthy
- La battaglia del secolo (The Battle of the Century), regia di Clyde Bruckman - cortometraggio

### 1928
- A Movietone Divertissement
- Frances White, regia di Nick Grinde
- Gus Van and Joe Schenck
- Johnny Marvin, regia di Nick Grinde
- The Five O'Clock Girl, regia di Robert Z. Leonard
- Amore e mare (Across to Singapore), regia di William Nigh
- Slim domatore (Circus Rookies), regia di Edward Sedgwick
- Slym papà (Baby Mine), regia di Robert Z. Leonard
- La grande città (The Big City), regia di Tod Browning
- Under the Black Eagle, regia di W. S. Van Dyke
- Wyoming, regia di W. S. Van Dyke
- La sete dell'oro (The Trail of '98), regia di Clarence Brown
- Il vento (The Wind), regia di Victor Sjöström
- Bringing Up Father, regia di Jack Conway
- The Smart Set, regia di Jack Conway
- La folla (The Crowd), regia di King Vidor
- Rose-Marie, regia di Lucien Hubbard
- La bella vendeuse (The Latest from Paris), regia di Sam Wood
- Il bandito solitario (The Law of the Range), regia di William Nigh
- Wickedness Preferred, regia di Hobart Henley
- La donna divina (The Divine Woman), regia di Victor Sjöström
- Il fidanzato di cartone (The Cardboard Lover), regia di Robert Z. Leonard
- Quattro mura (Four Walls), regia di William Nigh
- Lo specchio dell'amore (Beau Broadway), regia di Malcolm St. Clair
- Ombre bianche (White Shadows in the South Seas), regia di W. S. Van Dyke
- La donna misteriosa (The Mysterious Lady), regia di Fred Niblo
- The Adventurer, regia di Viktor Turžanskij
- Voce del mondo (Telling the World), regia di Sam Wood
- I cosacchi (The Cossacks), regia di George W. Hill
- Amore di re (Forbidden Hours), regia di Harry Beaumont
- Detectives, regia di Chester M. Franklin
- L'elegante scapestrato (A Certain Young Man), regia di Hobart Henley
- Il diamante malefico (Diamond Handcuffs), regia di John P. McCarthy
- Fascino biondo (The Patsy), regia di King Vidor
- L'attrice (The Actress), regia di Sidney Franklin
- Riders of the Dark, regia di Nick Grinde
- Ridi pagliaccio (Laugh, Clown, Laugh), regia di Herbert Brenon
- Mentre la città dorme (While the City Sleeps), regia di Jack Conway
- Maschera nera, cavallo bianco (Beyond the Sierras), regia di Nick Grinde
- Il cameraman (The Cameraman), regia di Edward Sedgwick
- Voices Across the Sea
- Le nostre sorelle di danza (Our Dancing Daughters), regia di Harry Beaumont
- Excess Baggage, regia di James Cruze
- The Baby Cyclone, regia di A. Edward Sutherland
- Brotherly Love, regia di Charles Reisner
- Shadows of the Night, regia di D. Ross Lederman
- I vichinghi (The Viking), regia di Roy William Neill
- Maschere di celluloide (Show People), regia di King Vidor
- Il misterioso Jimmy (Alias Jimmy Valentine), regia di Jack Conway
- La maschera del diavolo (The Masks of the Devil), regia di Victor Sjöström
- Malandrino galante (The Bushranger), regia di Chester Withey
- La serpe di Zanzibar (West of Zanzibar), regia di Tod Browning
- Adriana Lecouvreur (Dream of Love), regia di Fred Niblo
- L'avventuriera (A Lady of Chance), regia di Robert Z. Leonard
- Il destino (A Woman of Affairs), regia di Clarence Brown
- Honeymoon, regia di Robert A. Golden
- Gus Van and Joe Schenck

### 1929
- Nearly Divorced, regia di Lowell Sherman - cortometraggio
- Song: Mine All Mine - cortometraggio
- Marianne, regia di Robert Z. Leonard
- Amore e guerra (Morgan's Last Raid), regia di Nick Grinde
- Confession, regia di Lionel Barrymore - cortometraggio
- A Single Man, regia di Harry Beaumont
- Il cavalcatore del deserto (The Desert Rider), regia di Nick Grinde
- Vendetta d'oriente (Where East Is East), regia di Tod Browning
- The Voice of the City, regia di Willard Mack
- The Trial of Mary Dugan, regia di Bayard Veiller
- L'isola del sole (The Pagan), regia di W. S. Van Dyke
- Il supplizio del fuoco (Sioux Blood), regia di John Waters
- Il ponte di San Luis (ReyThe Bridge of San Luis Rey), regia di Charles Brabin
- Io... e l'amore (Spite Marriage), regia di Edward Sedgwick
- L'ondata dei forti (Tide of Empire), regia di Allan Dwan
- The Duke Steps Out, regia di James Cruze
- The Overland Telegraph, regia di John Waters
- Notti nel deserto (Desert Nights, Thirst), regia di William Nigh
- Orchidea selvaggia (Wild Orchids), regia di Sidney Franklin
- All at Sea, regia di Alfred J. Goulding
- La canzone di Broadway (The Broadway Melody), regia di Harry Beaumont
- Il processo Bellamy (The Bellamy Trial), regia di Monta Bell
- La flotta del cielo (The Flying Fleet), regia di George W. Hill
- Slim prende moglie (China Bound), regia di Charles Reisner
- Mexicans
- The Girl in the Show, regia di Edgar Selwyn
- Phil Spitalny - cortometraggio
- A Man's Man, regia di James Cruze
- Mexicana, regia di Gus Edwards - cortometraggio
- Alleluja! (Hallelujah), regia di King Vidor
- Georgie Price
- Madame X, regia di Lionel Barrymore
- Cecil Lean and Cleo Mayfield
- Climbing the Golden Stairs, regia di Gus Edwards
- George Lyons
- Donna che ama (The Single Standard), regia di John S. Robertson
- Ombre sul cuore (Wonder of Women), regia di Clarence Brown
- Il ferroviere (Thunder), regia di William Nigh
- L'onestà della signora Cheyney (The Last of Mrs. Cheyney), regia di Sidney Franklin
- Hollywood che canta (The Hollywood Revue of 1929), regia di Charles Reisner
- The Idle Rich, regia di William C. deMille
- Irving Aaronson and His Commanders, regia di Nick Grinde
- Keller Sisters & Lynch
- L'isola misteriosa (The Mysterious Island), regia di Benjamin Christensen
- Ladro d'amore (His Glorious Night), regia di Lionel Barrymore
- Madame Maria Kurenko
- The Doll Shop, regia di Sammy Lee - cortometraggio
- Metro Movietone Revue, regia di Nick Grinde - cortometraggio
- Wise Girls, regia di E. Mason Hopper
- Lo spettro verde (The Unholy Night), regia di Lionel Barrymore
- Cuori e motori (Speedway), regia di Harry Beaumont
- Ragazze americane (Our Modern Maidens), regia di Jack Conway
- The Thirteenth Chair, regia di Tod Browning
- Fatemi la corte (So This Is College), regia di Sam Wood
- Tom Waring
- Duci De Kerekjarto
- L'indomabile (Untamed), regia di Jack Conway
- Earl and Bell
- Il bacio (The Kiss), regia di Jacques Feyder
- Aaronson's Commanders
- Navy Blues, regia di Clarence Brown
- Dinamite (Dynamite), regia di Cecil B. DeMille
- The Revellers
- Manhattan Serenade, regia di Sammy Lee - cortometraggio
- Ritorna il sole (Their Own Desire), regia di E. Mason Hopper
- Il tenente di Napoleone (Devil May Care), regia di Sidney Franklin
- Mme. Maria Kurenko

## Anni 1930

### 1930
- Arcobaleno (Chasing Rainbows), regia di Charles Reisner
- The Song Writers' Revue, regia di Sammy Lee - cortometraggio
- L'enigma dell'alfiere nero (The Bishop Murder Case), regia di David Burton e Nick Grinde
- Le Procès de Mary Dugan, regia di Marcel De Sano
- Soyons gais, regia di Arthur Robison
- Un marito fuori posto (Montana Moon), regia di Malcolm St. Clair
- Come rubai mia moglie (The Girl Said No), regia di Sam Wood
- Notte di peccato (A Lady to Love), regia di Victor Sjöström
- La crociera del folle (The Ship from Shanghai), regia di Charles Brabin
- Gabbia di matti (Not So Dumb), regia di King Vidor
- Anna Christie, regia di Clarence Brown
- Anna Christie, regia di Jacques Feyder
- Il club delle donne (The Woman Racket), regia di Albert H. Kelley, Robert Ober e (non accreditato) Paul Bern
- Lord Byron of Broadway, regia di Harry Beaumont e William Nigh
- Debito d'odio (Paid), regia di Sam Wood
- Passione cosacca (New Moon), regia di Jack Conway
- De frente, marchen, regia di Salvador de Alberich e Edward Sedgwick
- Passion Flower, regia di William C. deMille
- Sivigliana (La Sevillana), regia di Ramón Novarro
- Castigo (Min and Bill), regia di George W. Hill
- La banda dei fantasmi (Remote Control), regia di Nick Grinde, Malcolm St. Clair e (non accreditato) Edward Sedgwick
- The Big House, regia di George W. Hill
- Jenny Lind (A Lady's Morals), regia di Sidney Franklin
- Olympia, regia di Jacques Feyder
- Si l'empereur savait ça, regia di Jacques Feyder
- Crazy House, regia di Jack Cummings
- Way for a Sailor, regia (non accreditato) Sam Wood
- Wu Li Chang, regia di Carlos F. Borcosque e Nick Grinde
- War Nurse, regia di Edgar Selwyn
- Billy the Kid, regia di King Vidor
- Those Three French Girls, regia di Harry Beaumont
- Madame Satan (Madam Satan), regia di Cecil B. DeMille
- Die Sehnsucht jeder Frau, regia di Victor Sjöström
- Love in the Rough, regia di Charles Reisner
- Il guerriero (Doughboys), regia di Edward Sedgwick
- Good News, regia di Nick Grinde
- Romanzo (Romance), regia di Clarence Brown (non accreditato)
- Call of the Flesh, regia di Charles Brabin
- Cow boy per forza (Way Out West), regia di Fred Niblo
- Ragazze che sognano (Our Blushing Brides), regia di Harry Beaumont
- La moglie bella (Let Us Be Gay), regia di Robert Z. Leonard
- Estrellados, regia di Salvador de Alberich e Edward Sedgwick
- Il vampiro del mare (The Sea Bat), regia di Wesley Ruggles
- The Unholy Three, regia di Jack Conway
- Ombre e luci (The Sins of the Children), regia di Sam Wood
- Carcere (El presidio), regia di Ward Wing
- Ragazze e giovanotti del 1890 (The Florodora Girl), regia di Harry Beaumont
- The Lady of Scandal, regia di Sidney Franklin
- Addio Madrid (In Gay Madrid), regia di Robert Z. Leonard
- La borsa e la vita (Caught Short), regia di Charles Reisner
- Amor gitano (The Rogue Song), regia di Lionel Barrymore
- Le Spectre vert, regia di Jacques Feyder
- Strictly Unconventional, regia di David Burton
- Amore bendato (Children of Pleasure), regia di Harry Beaumont
- La divorziata (The Divorcee), regia di Robert Z. Leonard
- Terra inumana (This Mad World), regia di William C. de Mille
- Redenzione (Redemption), regia di Fred Niblo
- Chi non cerca... trova (Free and Easy), regia di Edward Sedgwick

### 1931
- Il campione (The Champ), regia di King Vidor
- The Guardsman, regia di Sidney Franklin
- Il fallo di Madelon Claudet (The Sin of Madelon Claudet), regia di Edgar Selwyn
- Casanova wider Willen, regia di Edward Brophy
- Cortigiana (Susan Lenox (Her Fall and Rise)), regia di Robert Z. Leonard
- New Adventures of Get Rich Quick Wallingford, regia di Sam Wood (non accreditato)
- Il milionario (Sidewalks of New York), regia di Jules White e Zion Myers
- L'amante (Possessed), regia di Clarence Brown
- Il fantasma di Parigi  (The Phantom of Paris), regia di John S. Robertson
- Risveglio (West of Broadway), regia di Harry Beaumont
- Naturich la moglie indiana (The Squaw Man), regia di Cecil B. DeMille
- This Modern Age, regia di Nick Grinde
- La rumba dell'amore (The Cuban Love Song), regia di W. S. Van Dyke
- Mani colpevoli (Guilty Hands), regia di W. S. Van Dyke e non accreditato Lionel Barrymore
- Flying High, regia di Charles Reisner
- I demoni dell'aria (Hell Divers), regia di George W. Hill
- Lo sciopero delle mogli (Politics), regia di Charles Reisner
- Puro sangue (Sporting Blood), regia di Charles Brabin
- Révolte dans la prison, regia di Pál Fejös, George W. Hill e Jacques Feyder
- Il figlio dell'India (Son of India), regia di Jacques Feyder
- El proceso de Mary Dugan, regia di Marcel De Sano e Gregorio Martínez Sierra
- Menschen hinter Gittern, regia di Pál Fejös
- The Man in Possession, regia di Sam Wood (non accreditato)
- Tante donne e nessuna (The Great Lover), regia di Harry Beaumont
- Five and Ten, regia di Robert Z. Leonard (non accreditato)
- Just a Gigolo, regia di Jack Conway
- Io amo (A Free Soul), regia di Clarence Brown
- Laughing Sinners, regia di Harry Beaumont
- Cheri-Bibi, regia di Carlos F. Borcosque
- La voce del sangue (Never the Twain Shall Meet), regia di W. S. Van Dyke
- La piccola amica (Daybreak), regia di Jacques Feyder
- Su última noche, regia di Carlos F. Borcosque e Chester M. Franklin
- Fiamme sul mare (Shipmates), regia di Harry A. Pollard
- It's a Wise Child, regia di Robert Z. Leonard
- Volubilità (Strangers May Kiss), regia di George Fitzmaurice (non accreditato)
- Stepping Out, regia di Charles Reisner
- A Tailor Made Man, regia di Sam Wood
- La mujer X, regia di Carlos F. Borcosque
- En cada puerto un amor, regia di Carlos F. Borcosque e Marcel Silver
- Mata Hari, regia di George Fitzmaurice
- The Prodigal, regia di Harry A. Pollard
- The Easiest Way, regia di Jack Conway
- The Secret Six, regia di George W. Hill
- Buster se marie, regia di Claude Autant-Lara e Edward Brophy
- Private Lives, regia di Sidney Franklin
- Men Call It Love, regia di Edgar Selwyn
- Gentleman's Fate, regia di Mervyn LeRoy
- Io... e le donne (Parlor, Bedroom and Bath), regia di Edward Sedgwick
- La via del male (Dance, Fools, Dance), regia di Harry Beaumont
- Le Chanteur de Séville, regia di Ramón Novarro e Yvan Noé
- La fruta amarga, regia di Arthur Gregor e José López Rubio
- Trader Horn, regia di W. S. Van Dyke
- The Great Meadow, regia di Charles Brabin
- The Bachelor Father, regia di Robert Z. Leonard (non accreditato)
- Luigi La Volpe, regia di Hal Roach
- Le père célibataire, regia di Chester M. Franklin e Arthur Robison
- La modella (Inspiration), regia di Clarence Brown
- Istituto di bellezza (Reducing), regia di Charles Reisner
- Jenny Lind, regia di Arthur Robison

### 1932
- -But the Flesh Is Weak, regia di Jack Conway
- L'ingannatrice (Quand on est belle), regia di Arthur Robison
- Lovers Courageous, regia di Robert Z. Leonard (non accreditato)
- Freaks, regia di Tod Browning
- Il pericolo pubblico n. 1 (The Beast of the City), regia di Charles Brabin
- Chi la dura la vince (The Passionate Plumber), regia di Edward Sedgwick
- Are You Listening?, regia di Harry Beaumont
- Tarzan l'uomo scimmia (Tarzan the Ape Man), regia di W. S. Van Dyke
- Ingratitudine (Emma), regia di Clarence Brown
- Le Plombier amoureux, regia di Claude Autant-Lara
- Strano interludio (Strange Interlude), regia di Robert Z. Leonard
- Rasputin e l'imperatrice (Rasputin and the Empress), regia di Richard Boleslawski
- Vendetta gialla (The Son-Daughter), regia di Clarence Brown e Robert Z. Leonard (non accreditato)
- Il levriero del mare (Fast Life), regia di Harry A. Pollard e Sam Wood (non accreditati)
- Carne (Flesh), regia di John Ford (non accreditato)
- Prosperity, regia di Sam Wood
- Payment Deferred, regia di Lothar Mendes
- The Wet Parade, regia di Victor Fleming
- Red-Headed Woman, regia di Jack Conway
- New Morals for Old, regia di Charles Brabin
- La maschera di Fu Manciu (The Mask of Fu Manchu), regia di Charles Brabin e non accreditato Charles Vidor
- Lo schiaffo (Red Dust), regia di Victor Fleming
- Faithless, regia di Harry Beaumont
- Catene (Smilin' Through), regia di Sidney Franklin
- Kongo, regia di William J. Cowen
- Blondie of the Follies, regia di Edmund Goulding
- Divorce in the Family, regia di Charles F. Reisner
- Il professore (Speak Easily), regia di Edward Sedgwick
- Downstairs, regia di Monta Bell
- Skyscraper Souls, regia di Edgar Selwyn
- The Washington Masquerade, regia di Charles Brabin
- Unashamed, regia di Harry Beaumont
- Come tu mi vuoi (As You Desire Me), regia di George Fitzmaurice
- Ritorno (Letty Lynton), regia di Clarence Brown
- When a Fellow Needs a Friend, regia di Harry A. Pollard
- Huddle, regia di Sam Wood (non accreditato)
- Night Court, regia di W. S. Van Dyke
- Arsenio Lupin (Arsène Lupin), regia di Jack Conway
- Polly of the Circus, regia di Alfred Santell
- Zwei Ritter ohne Furcht und Tadel, regia di James W. Horne
- Grand Hotel, regia di Edmund Goulding

### 1933
- Looking Forward, regia di Clarence Brown
- Hell Below, regia di Jack Conway
- Fast Workers, regia di Tod Browning
- Cuori in burasca (Tugboat Annie), regia di Mervyn LeRoy
- Another Language, regia di Edward H. Griffith
- Il ritorno della straniera (The Stranger's Return), regia di King Vidor
- La suora bianca (The White Sister), regia di Victor Fleming
- Gabriel Over the White House, regia di Gregory La Cava
- Temporale all'alba (Storm at Daybreak), regia di Richard Boleslawski
- L'uomo che voglio (Hold Your Man), regia di Sam Wood
- When Ladies Meet, regia di Harry Beaumont
- Mary a mezzanotte (Midnight Mary), regia di William A. Wellman
- The Nuisance, regia di Jack Conway
- Made on Broadway, regia di Harry Beaumont
- Peg del mio cuore (Peg o' My Heart), regia di Robert Z. Leonard
- Notturno viennese (Reunion in Vienna), regia di Sidney Franklin
- Clear All Wires!, regia di George W. Hill
- Rivalità eroica (Today We Live), regia di Howard Hawks e Richard Rosson
- Men Must Fight, regia di Edgar Selwyn
- Viva la birra (What! No Beer?), regia di Edward Sedgwick
- Il figlio dell'amore (The Secret of Madame Blanche), regia di Charles Brabin
- Una notte al Cairo (The Barbarian), regia di Sam Wood
- La regina Cristina (Queen Christina o Christina), regia di Rouben Mamoulian

### 1934
- Nel paese delle meraviglie (Babes in Toyland), regia di Gus Meins e Charley Rogers
- The Gay Bride, regia di Jack Conway
- Sequoia, regia di Chester M. Franklin e Edwin L. Marin
- Educande d'America (Finishing School), regia di George Nicholls Jr. e Wanda Tuchock
- A Wicked Woman, regia di Charles Brabin
- The Band Plays On, regia di Russell Mack
- L'amante sconosciuta (Evelyn Prentice), regia di William K. Howard
- La vedova allegra (The Merry Widow), regia di Ernst Lubitsch
- What Every Woman Knows, regia di Gregory La Cava
- Student Tour, regia di Charles F. Reisner
- Outcast Lady, regia di Robert Z. Leonard
- La famiglia Barrett (The Barretts of Wimpole Street), regia di Sidney Franklin
- Incatenata (Chained), regia di Clarence Brown
- Death on the Diamond, regia di Edward Sedgwick
- Il rifugio (Hide-Out), regia di W. S. Van Dyke
- L'isola del tesoro (Treasure Island), regia di Victor Fleming
- Pura al cento per cento (The Girl from Missouri), regia di Jack Conway
- Gli amori di una spia (Stamboul Quest), regia di Sam Wood
- Straight Is the Way, regia di Paul Sloane
- Taking Care of Baby, regia di Jack Cummings - cortometraggio
- Luci nel cuore (Have a Heart), regia di David Butler
- Il mistero del vagone letto (Murder in the Private Car), regia di Harry Beaumont
- L'agente n. 13 (Operator 13), regia di Richard Boleslawski
- L'uomo ombra (The Thin Man), regia di W. S. Van Dyke
- La grande festa (Hollywood Party), regia collettiva
- Paris Interlude, regia di Edwin L. Marin
- Tarzan e la compagna (Tarzan and His Mate), regia di Cedric Gibbons e non accreditati Jack Conway e James C. McKay
- Viva Villa!, regia di Jack Conway e Howard Hawks
- Uomini in bianco (Men in White), regia di Richard Boleslawski
- Quando una donna ama (Riptide), regia di Edmund Goulding
- Le due strade (Manhattan Melodrama), regia di W. S. Van Dyke
- Sadie McKee, regia di Clarence Brown
- Il mistero del signor X (The Mystery of Mr. X), regia di Edgar Selwyn
- Il gatto e il violino (The Cat and the Fiddle), regia di William K. Howard e Sam Wood
- La sirena del fiume (Lazy River), regia di George B. Seitz
- Amanti fuggitivi (Fugitive Lovers), regia di Richard Boleslawski
- The Show-Off, regia di Charles Reisner
- You Can't Buy Everything, regia di Charles Reisner
- This Side of Heaven, regia di William K. Howard

### 1935
- Le due città (A Tale of Two Cities), regia di Jack Conway
- L'ultimo dei pagani (Last of the Pagans), regia di Richard Thorpe
- Una notte all'opera (A Night at the Opera), regia di Sam Wood
- La tragedia del Bounty (Mutiny on the Bounty), regia di Frank Lloyd
- The Perfect Gentleman, regia di Tim Whelan
- Kind Lady, regia di George B. Seitz
- Ah, Wilderness!, regia di Clarence Brown
- Codice segreto (Rendezvous), regia di William K. Howard e non accreditato Sam Wood
- Io vivo la mia vita (I Live My Life), regia di W. S. Van Dyke
- Il circo (O'Shaughnessy's Boy), regia di Richard Boleslawski
- It's in the Air, regia di Charles Reisner
- Anna Karenina, regia di Clarence Brown
- Follie di Broadway 1936 (Broadway Melody of 1936), regia di Roy Del Ruth e W. S. Van Dyke
- Sui mari della Cina (China Seas), regia di Tay Garnett
- L'avventura di Anna Gray (Woman Wanted), regia di George B. Seitz
- Amore folle (Mad Love), regia di Karl Freund
- Here Comes the Band, regia di Paul Sloane
- The Bishop Misbehaves, regia di Ewald André Dupont
- Ultime notizie (The Murder Man), regia di Tim Whelan
- La modella mascherata (Escapade), regia di Robert Z. Leonard
- L'incrociatore misterioso (Murder in the Fleet), regia di Edward Sedgwick
- No More Ladies, regia di Edward H. Griffith
- Il figlio conteso (Age of Indiscretion), regia di Edward Ludwig
- Aquile (West Point of the Air), regia di Richard Rosson
- The Flame Within, regia di Edmund Goulding
- Calm Yourself, regia di George B. Seitz
- Pursuit, regia di Edwin L. Marin
- Tentazione bionda (Reckless), regia di Victor Fleming
- I vampiri di Praga (Mark of the Vampire), regia di Tod Browning
- Terra senza donne (Naughty Marietta), regia di Robert Z. Leonard e W. S. Van Dyke
- Dalle 7 alle 8 (The Casino Murder Case), regia di Edwin L. Marin
- Una notte a New York (One New York Night), regia di Jack Conway
- Lo scandalo del giorno (After Office Hours), regia di Robert Z. Leonard
- L'ombra del dubbio (Shadow of Doubt), regia di George B. Seitz
- The Winning Ticket, regia di Charles Reisner
- Times Square Lady, regia di George B. Seitz
- Davide Copperfield (David Copperfield), regia di George Cukor
- La carne e l'anima (Society Doctor), regia di George B. Seitz
- La notte è per amare (The Night Is Young), regia di Dudley Murphy
- Biography of a Bachelor Girl, regia di Edward H. Griffith

### 1936
- Margherita Gauthier (Camille), regia di George Cukor
- Dopo l'uomo ombra (After the Thin Man), regia di W. S. Van Dyke
- Sinner Take All, regia di Errol Taggart
- Amore in corsa (Love on the Run), regia di W. S. Van Dyke
- Nata per danzare (Born to Dance), regia di Roy Del Ruth
- Mad Holiday, regia di George B. Seitz
- Sworn Enemy, regia di Edwin L. Marin
- Allegri gemelli (Our Relations), regia di Harry Lachman
- La fuga di Tarzan (Tarzan Escapes), regia di Richard Thorpe, John Farrow e William A. Wellman
- La donna del giorno (Libeled Lady), regia di Jack Conway
- The Longest Night, regia di Errol Taggart
- Simpatica canaglia (The Devil Is a Sissy), regia di W. S. Van Dyke
- Il tesoro del fiume (Old Hutch), regia di J. Walter Ruben
- All American Chump, regia di Edwin L. Marin
- Giulietta e Romeo (Romeo and Juliet), regia di George Cukor
- Jim di piccadilly (Piccadilly Jim), regia di Robert Z. Leonard
- L'ultima prova (His Brother's Wife), regia di W. S. Van Dyke
- Troppo amata (The Gorgeous Hussy), regia di Clarence Brown
- Women Are Trouble, regia di Errol Taggart
- San Francisco, regia di W. S. Van Dyke
- La bambola del diavolo (The Devil-Doll), regia di Tod Browning
- St. Helena and Its 'Man of Destiny' - cortometraggio
- Il mio amore eri tu (Suzy), regia di George Fitzmaurice
- We Went to College, regia di Joseph Santley
- Master Will Shakespeare, regia di Jacques Tourneur - cortometraggio
- Harnessed Rhythm, regia di Jacques Tourneur - cortometraggio
- To Spring, regia di Lee Blair, Paul Fennell, William Hanna e Hugh Harman (non accreditati) - cortometraggio
- Furia (Fury), regia di Fritz Lang
- Polo, regia di George Sidney
- Speed, regia di Edwin L. Marin
- The Pups' Picnic, regia di Rudolf Ising - cortometraggio
- La regina di picche (Trouble for Two), regia di J. Walter Ruben
- The Three Wise Guys, regia di George B. Seitz
- The Old House, regia di Hugh Harman (non accreditato) - cortometraggio
- L'ora misteriosa (The Unguarded Hour), regia di Sam Wood
- La provinciale (Small Town Girl), regia di Robert Z. Leonard e William A. Wellman
- Absolute Quiet, regia di George B. Seitz
- Two Little Pups, regia di Rudolf Ising (non accreditato) - cortometraggio
- Aquatic Artistry, regia di David Miller - cortometraggio
- Moonlight Murder, regia di Edwin L. Marin
- Hollywood Extra!, regia di Felix E. Feist - cortometraggio
- How to Behave, regia di Arthur Ripley - cortometraggio
- Il paradiso delle fanciulle (The Great Ziegfeld), regia di Robert Z. Leonard
- Sacred City of the Mayan Indians - cortometraggio
- Cherry Blossom Time in Japan - cortometraggio
- Robin Hood dell'Eldorado (Robin Hood of El Dorado), regia di William A. Wellman
- Finalmente una donna! (Petticoat Fever), regia di George Fitzmaurice
- Meriggio musicale (The Old Mill Pond), regia di Hugh Harman - cortometraggio
- Racing Canines, regia di David Miller - cortometraggio
- La volontà occulta (The Garden Murder Case), regia di Edwin L. Marin
- Important News, regia di Edwin Lawrence - cortometraggio
- I tre padrini (Three Godfathers), regia di Richard Boleslawski
- Foolproof, regia di Edward L. Cahn - cortometraggio
- Gelosia (Wife vs. Secretary), regia di Clarence Brown
- The Early Bird and the Worm, regia di Rudolf Ising - cortometraggio
- West Point of the South, regia di Richard Rosson - cortometraggio
- The Voice of Bugle Ann, regia di Richard Thorpe
- Table Tennis, regia di David Miller - cortometraggio
- The Perfect Set-Up, regia di Edward L. Cahn - cortometraggio
- Tre strani amici (Tough Guy), regia di Chester M. Franklin
- Air Hoppers, regia di Joseph Boyle - cortometraggio
- Fuoco liquido (Exclusive Story), regia di George B. Seitz
- Bottles, regia di Hugh Harman (non accreditato) - cortometraggio
- Three Live Ghosts, regia di H. Bruce Humberstone
- Old Shep, regia di Harold S. Bucquet - cortometraggio
- Oriental Paradise - cortometraggio
- Every Sunday, regia di Felix E. Feist - cortometraggio
- Riffraff, regia di J. Walter Ruben

### 1937
- Candid Cameramaniacs, regia di Hal Yates - cortometraggio
- Friend Indeed, regia di Fred Zinnemann - cortometraggio
- Il grande segreto (The Bad Man of Brimstone), regia di J. Walter Ruben
- Land of the Incas - cortometraggio
- Thoroughbreds Don't Cry, regia di Alfred E. Green
- La via del possesso (Beg, Borrow or Steal), regia di Wilhelm Thiele
- La donna che voglio (Mannequin), regia di Frank Borzage
- Rosalie, regia di W. S. Van Dyke
- Dalla Terra alla Luna (Little Buck Cheeser), regia di Rudolf Ising - cortometraggio
- You're Only Young Once, regia di George B. Seitz
- What Do You Think?, regia di Jacques Tourneur - cortometraggio
- Copenhagen, regia di Ralph Donaldson - cortometraggio
- L'ultimo gangster (The Last Gangster), regia di Edward Ludwig
- Vivi, ama e impara (Live, Love and Learn), regia di George Fitzmaurice
- La vita a vent'anni (Navy Blue and Gold), regia di Sam Wood
- A Night at the Movies, regia di Roy Rowland - cortometraggio
- Behind the Criminal, regia di Harold S. Bucquet - cortometraggio
- The Man in the Barn, regia di Jacques Tourneur - cortometraggio
- Ski Skill - cortometraggio
- The Rainbow Pass, regia di Jacques Tourneur - cortometraggio
- La sposa vestiva di rosa (The Bride Wore Red), regia di Dorothy Arzner
- Sposiamoci in quattro (Double Wedding), regia di Richard Thorpe
- Jungle Juveniles, regia di John A. Haeseler - cortometraggio
- The King Without a Crown, regia di Jacques Tourneur - cortometraggio
- Madame X, regia di Sam Wood
- Maria Walewska, regia di Clarence Brown e Gustav Machatý
- Romance of Radium, regia di Jacques Tourneur - cortometraggio
- My Dear Miss Aldrich, regia di George B. Seitz
- The Women Men Marry, regia di Errol Taggart
- Chile: 'Land of Charm' - cortometraggio
- Sunday Night at the Trocadero, regia di George Sidney - cortometraggio
- The Boss Didn't Say Good Morning, regia di Jacques Tourneur - cortometraggio
- La lucciola (The Firefly), regia di Robert Z. Leonard
- La grande città (Big City), regia di Frank Borzage
- How to Start the Day, regia di Roy Rowland - cortometraggio
- Pacific Paradise, regia di George Sidney - cortometraggio
- Bad Guy, regia di Edward L. Cahn
- Give Till It Hurts, regia di Felix E. Feist - cortometraggio
- Soak the Poor, regia di Harold S. Bucquet - cortometraggio
- Little Ol' Bosko and the Cannibals, regia di Hugh Harman (non accreditato) - cortometraggio
- Glimpses of Peru, regia di James A. FitzPatrick - cortometraggio
- "Follie di Broadway 1936"(Broadway Melody of 1938), regia di Roy Del Ruth
- Pigskin Champions, regia di Charles G. Clarke - cortometraggio
- Saratoga, regia di Jack Conway
- Fra due donne (Between Two Women), regia di George B. Seitz
- Rocky Mountain Grandeur, regia di James H. Smith - cortometraggio
- Floral Japan - cortometraggio
- London by Night, regia di Wilhelm Thiele
- Equestrian Acrobats, regia di David Miller - cortometraggio
- The Wayward Pups, regia di Rudolf Ising (non accreditato) - cortometraggio
- I candelabri dello Zar (The Emperor's Candlesticks), regia di George Fitzmaurice
- Married Before Breakfast, regia di Edwin L. Marin
- Un giorno alle corse (A Day at the Races), regia di Sam Wood
- Parnell, regia di John M. Stahl
- It May Happen to You, regia di Harold S. Bucquet - cortometraggio
- Lest We Forget, regia di Henry Hathaway, Richard Thorpe e Frank Whitbeck - cortometraggio
- The Grand Bounce, regia di Jacques Tourneur - cortometraggio
- Carnival in Paris, regia di Wilhelm Thiele - cortometraggio
- La tredicesima sedia (The Thirteenth Chair), regia di George B. Seitz
- Capitani coraggiosi (Captains Courageous), regia di Victor Fleming
- Golf Mistakes, regia di Felix E. Feist - cortometraggio
- Tennis Tactics, regia di David Miller - cortometraggio
- They Gave Him a Gun, regia di W. S. Van Dyke
- Serene Siam - cortometraggio
- Eroe canino (The Hound and the Rabbit), regia di Rudolf Ising - cortometraggio
- Song of Revolt, regia di Roy Rowland - cortometraggio
- Notturno tragico (Night Must Fall), regia di Richard Thorpe
- La rivincita di Clem (The Good Old Soak), regia di J. Walter Ruben
- Primavera (Maytime), regia di Robert Z. Leonard
- Bosko's Easter Eggs, regia di Hugh Harman (non accreditato) - cortometraggio
- The Little Maestro
- Song of the City
- Colorful Bombay
- Allegri vagabondi - I fanciulli del West
- Penny Wisdom
- Proprietà riservata
- The Romance of Digestion
- Espionage
- Un affare di famiglia
- Bars and Stripes
- La fine della signora Cheyney
- Glimpses of Java and Ceylon
- Swing Wedding
- Dexterity
- Torture Money
- Picturesque South Africa
- Circus Daze
- La buona terra
- An Optical Poem
- Gilding the Lily
- Ombre di notte
- India on Parade
- Dangerous Number
- Man of the People
- Mama Steps Out
- Dancing on the Ceiling
- Super Cue Men
- The Last Rose of Summer

### 1938
- Singapore and Jahore
- The Wrong Way Out
- Once Over Lightly
- Sweethearts
- Penny's Picnic
- Men of Steel
- The Great Heart
- Practical Jokers
- The Girl Downstairs
- Passione ardente
- Cow boy dilettante
- A Christmas Carol
- Il grande valzer
- Football Romeo
- The City of Little Men
- Ossessione del passato
- Hot on Ice
- Opening Day
- Listen, Darling
- Spring Madness
- Mental Poise
- Grid Rules
- Il giovane dr. Kildare
- The Winning Ticket
- Men in Fright
- Vacation from Love
- Passing Parade
- Nostradamus
- Stablemates
- Aladdin's Lantern
- How to Watch Football
- L'amico pubblico n. 1
- The Honduras Hurricane
- Football Thrills of 1937
- The Man on the Rock
- Fisticuffs
- It's in the Stars
- Party Fever
- Old Smokey
- Vent'anni dopo - Stanlio & Ollio teste dure
- Three Loves Has Nancy
- Cairo
- How to Read
- La città dei ragazzi
- Buried Treasure
- The Chaser
- L'amore trova Andy Hardy
- Hollywood Goes to Town
- The Magician's Daughter
- The Courtship of the Newt
- Bravest of the Brave
- Think It Over
- Fast Company
- The Little Ranger
- The Shopworn Angel
- Rich Man, Poor Girl
- Follow the Arrow
- Strange Glory
- Anaesthesia
- Lord Jeff
- A Day at the Beach
- The Pygmy Hunt
- The Crowd Roars
- Port of Seven Seas
- What a Lion!
- The Story of Doctor Carver
- How to Raise a Baby
- A Criminal Is Born
- Maria Antonietta
- Woman Against Woman
- Frou frou
- Avventura a Vallechiara
- Surf Heroes
- The Captain's Pup
- Czechoslovakia on Parade
- Hold That Kiss
- Hollywood Handicap
- Rural Sweden
- Joaquin Murrieta
- Modeling for Money
- Three Comrades
- That Mothers Might Live
- Music Made Simple
- An Evening Alone
- Arditi dell'aria
- The Forgotten Step
- Snow Gets in Your Eyes
- Penny's Party
- Come Across
- Blue Monday
- Poultry Pirates
- Yellow Jack
- La città dell'oro
- The Face Behind the Mask
- Billy Rose's Casa Mañana Revue
- Miracle Money
- Cleaning House
- Beautiful Budapest
- La Savate
- Dopo Arsenio Lupin
- I ragazzi del giudice Hardy
- Glimpses of New Brunswick
- The First Hundred Years
- How to Figure Income Tax
- The Little Bantamweight
- The Canary Comes Across
- Viva l'allegria
- The New Audioscopiks
- Cuori umani
- The Ship That Died
- Glimpses of Austria
- What Price Safety!
- Paradiso per tre
- Natural Wonders of the West
- Pipe Dreams
- Captain Kidd's Treasure
- Three on a Rope
- Ancient Egypt
- Tracking the Sleeping Death
- Love Is a Headache
- They Live Again
- Glimpses of Argentina
- Another Romance of Celluloid
- Electrical Power
- Little Ol' Bosko in Bagdad
- Behind the Movie Lens
- Man-Proof
- Personality Parade

### 1939
- Una donna dimentica
- Nick Carter (Nick Carter, Master Detective), regia di Jacques Tourneur
- Romance of the Potato
- Balalaika, regia di Reinhold Schünzel
- Henry Goes Arizona
- Via col vento
- Time Out for Lessons
- Forgotten Victory
- Peace on Earth
- Judge Hardy and Son
- Joe and Ethel Turp Call on the President
- Si riparla dell'uomo ombra
- Il segreto del dr. Kildare
- Dad for a Day
- Let's Talk Turkey
- Drunk Driving
- Natural Wonders of Washington State
- Bad Little Angel
- Fast and Furious
- Ragazzi attori
- Tre pazzi a zonzo
- Quaint St. Augustine
- The Day of Rest
- Captain Spanky's Show Boat
- Think First
- Donne
- La tigre del mare
- Take a Cue
- These Glamour Girls
- One Mother's Family
- L'ultimo ricatto
- The Ash Can Fleet
- Il mago di Oz
- A Day on Treasure Island
- The Bookworm
- One Against the World
- La signora dei tropici
- Andy Hardy e la febbre di primavera
- Miracles for Sale
- Unseen Guardians
- Dog Daze
- On Borrowed Time
- Maisie
- Poetry of Nature
- Joy Scouts
- StrongeColorful Curacao
- The Greener Hills
- Yankee Doodle Goes to Town
- Help Wanted
- Home Early
- How to Eat
- The Giant of Norway
- Bridal Suite
- Angel of Mercy
- Il figlio di Tarzan
- Dark Magic
- Lucky Night
- Clown Princes
- Happily Buried
- Art Gallery
- Rural Hungary
- The Kid from Texas
- Prophet Without Honor
- While America Sleeps
- The Hardys Ride High
- Questo mondo è meraviglioso
- Weather Wizards
- Tell No Tales
- Picturesque Udaipur
- Cousin Wilbur
- Radio Hams
- Il sergente Madden
- Somewhat Secret
- Java Journey
- Broadway Serenade
- An Hour for Lunch
- Il manoscritto scomparso
- The Ice Follies of 1939
- Within the Law
- Il sosia innamorato
- Love on Tap
- Duel Personalities
- Il grande nemico
- The Story of Dr. Jenner
- Football Thrills of 1938
- How to Sub-Let
- Alfalfa's Aunt
- Money to Loan
- Jitterbug Follies
- Sfida a Baltimora
- Mama's New Hat
- The Adventures of Huckleberry Finn
- Seal Skinners
- From the Ends of the Earth
- Spregiudicati
- Ice Antics
- Heroes at Leisure
- Double Diving
- New Roadways
- Four Girls in White

## Anni 1940

### 1940
- Hullabaloo, regia di Edwin L. Marin
- Ritorna se mi ami (Flight Command), regia di Frank Borzage
- Dreams, regia di Felix E. Feist - cortometraggio
- I cowboys del deserto (Go West), regia di Edward Buzzell
- Tzigana (Bitter Sweet), regia di Victor Saville
- Scandalo a Filadelfia (The Philadelphia Story), regia George Cukor
- Gallant Sons, regia di George B. Seitz
- Little Nellie Kelly, regia di Norman Taurog
- Corrispondente X (Comrade X), regia di King Vidor
- Incontro senza domani (Escape), regia di Mervyn LeRoy
- Keeping Company, regia di S. Sylvan Simon
- Dr. Kildare's Crisis, regia di Harold S. Bucquet
- Passaggio a Nord-Ovest (Northwest Passage), regia di King Vidor
- Dulcy, regia di S. Sylvan Simon
- L'isola del diavolo (Strange Cargo), regia di Frank Borzage
- Avventura nel Wyoming (Wyoming), regia di Richard Thorpe
- The Earl of Chicago, regia di Richard Thorpe e, non accreditato, Victor Saville
- Musica indiavolata (Strike Up the Band), regia di Busby Berkeley
- Wapakoneta (Third Finger, Left Hand), regia di Robert Z. Leonard
- Il Dr. Kildare torna a casa (Dr. Kildare Goes Home), regia di Harold S. Bucquet
- Luna nuova (New Moon), regia di Robert Z. Leonard e W. S. Van Dyke
- Trionfo d'amore
- Sky Murder, regia di George B. Seitz
- Andy Hardy incontra la debuttante (Andy Hardy Meets Debutante), regia di George B. Seitz
- Peccatrici folli (Susan and God), regia di George Cukor
- Phantom Raiders, regia di Jacques Tourneur
- Ti amo ancora (I Love You Again), regia di W.S. Van Dyke II
- We Who Are Young, regia di Harold S. Bucquet
- The Captain Is a Lady, regia di Robert B. Sinclair
- Lo stalliere e la granduchessa (Florian), regia di Edwin L. Marin
- Gold Rush Maisie, regia di Edwin L. Marin e, non accreditati, J. Walter Ruben e Norman Taurog
- Two Girls on Broadway, regia di S. Sylvan Simon
- And One Was Beautiful, regia di Robert B. Sinclair
- Forty Little Mothers, regia di Busby Berkeley
- Lo strano caso del dr. Kildare (Dr. Kildare's Strange Case), regia di Harold S. Bucquet
- The Golden Fleecing, regia di Leslie Fenton
- Il romanzo di una vita (Edison, the Man), regia di Clarence Brown
- Giuramento di sangue (20 Mule Team), regia di Richard Thorpe
- The Ghost Comes Home, regia di William Thiele
- La guida eroica (The Man from Dakota), regia di Leslie Fenton
- Tom Edison giovane (Young Tom Edison), regia di Norman Taurog
- Scrivimi fermo posta (The Shop Around the Corner), regia di Ernst Lubitsch
- Congo Maisie, regia di H.C. Potter
- Il ponte di Waterloo (Waterloo Bridge), regia di Mervyn LeRoy
- Questa donna è mia (I Take This Woman), regia di W. S. Van Dyke
- Balla con me (Broadway Melody of 1940), regia di Norman Taurog

### 1942
- Il ritorno del Lupo (Whistling in Dixie), regia di S. Sylvan Simon

### 1944
- Incontriamoci a Saint Louis
- Lo spettro di Canterville
- La settima croce (The Seventh Cross), regia di Fred Zinnemann

### 1945
- L'uomo ombra torna a casa
- Grand hotel Astoria
- Jolanda e il re della samba

### 1946
- Il postino suona sempre due volte
- Nuvole passeggere

### 1947
- Narciso nero

### 1948
- Il pirata

### 1949
- Le mura di Malapaga

### Tom & Jerry
- Un gatto messo alla porta (Puss Gets the Boot)
- Lo spuntino di mezzanotte (The Midnight Snack)
- La vigilia di Natale (The Night Before Christmas)
- Tom e il fantasma (Fraidy Cat)
- Cane uguale guai (Dog Trouble)
- Colpo di fulmine (Puss n' Toots)
- Tom e Jerry al bowling (The Bowling Alley-Cat)
- Un'amica pennuta (Fine Feathered Friend)
- Il diavolo-custode (Sufferin' Cats!)
- Un topo solitario (The Lonesome Mouse)
- Dichiarazione di guerra (The Yankee Doodle Mouse)
- Tom, il neonato (Baby Puss)
- L'abito fa il monaco (The Zoot Cat)
- Un gatto da un milione di dollari (The Million Dollar Cat)
- La guardia del corpo (The Bodyguard)
- Un giorno da cani (Puttin' on the Dog)
- Jerry nei guai (Mouse Trouble)
- Cena per due (The Mouse Comes To Dinner)
- Un topo a Manhattan (Mouse in Manhattan)
- Lo sport più distensivo del mondo (Tee For Two)
- Un condor innamorato (Flirty Birdy)
- Silenzio, prego! (Quiet Please!)
- Primavera per Tom (Springtime for Thomas)
- A caccia di latte (The Milky Waif)
- Lo sterminatore di topi (Trap Happy)
- Solid Serenade
- Vietato pescare (Cat Fishin')
- Amico a ore (Part Time Pal)
- Jerry pianista (The Cat Concerto)
- Dr. Jerrill e Mr. Mouse (Dr. Jekyll and Mr. Mouse)
- Un giorno al mare (Salt Water Tabby)
- Un topo in casa (A Mouse in the House)
- Un topo invisibile (The Invisible Mouse)
- Due amici inseparabili (Kitty Foiled)
- L'armistizio (The Truce Hurts)
- Gatto vecchio, vita nuova (Old Rockin' Chair Tom)
- Professor Tom
- Il collaboratore domestico (Mouse Cleaning)
- Il gatto con le bollicine (Polka Dot Puss)
- Piccolo orfano (The Little Orphan)
- Cuore di picchio (Hatch Up Your Troubles)
- L'espresso celeste (Heavenly Puss)
- Tom & Jerry al mare (The Cat and The Mermouse)
- Non disturbare il can che dorme (Love that Pup)
- Il diario di Jerry (Jerry's Diary)
- Gara di tennis (Tennis Chumps)

## Anni 1950 - 1959
- L'imboscata
- La chiave della città
- The Outriders
- Nancy va a Rio
- La legge del silenzio
- L'autista pazzo
- Testa rossa
- Stars in My Crown
- Credimi
- Anna prendi il fucile
- Shadaw on the Wall
- Giungla d'asfalto
- La via della morte
- The Big Hangover
- Il padre della sposa
- The Skipper Surprised His Wife
- The Next Voice You Hear...
- La rivolta
- The Happy Years
- Tre piccole parole
- La duchessa dell'Idaho
- La strada del mistero
- L'amante
- Il pescatore della Louisiana
- L'allegra fattoria
- L'indossatrice
- Il passo del diavolo
- Il messicano
- Indianapolis
- Addio, signora Miniver!
- Dial 1119
- Due settimane d'amore
- Le miniere di re Salomone
- Kim
- Mrs. O'Malley and Mr. Malone
- Watch the Birdie
- Pagan Love Song
- The Magnificent Yankee
- Risposiamoci tesoro!
- La valle della vendetta
- Le vie del cielo
- Mr. Imperium
- The Metro-Goldwyn-Mayer Story
- Tutto per tutto
- La prova del fuoco
- Sua Altezza si sposa
- Tre soldati
- La lettera accusatrice
- Teresa
- Il grande Caruso
- Papà diventa nonno
- Un americano a Parigi
- L'oro delle montagne (The Painted Hills)
- Home Town Story
- Allo sbaraglio
- Night Into Morning
- No Questions Asked
- Kind Lady
- Excuse My Dust
- Matrimonio all'alba
- Ricca, giovane e bella
- L'avventuriera
- Spettacolo di varietà
- Bright Road
- Lord Brummell
- Il cigno, regia di Charles Vidor
- La bella di Mosca
- Intrigo internazionale
- The Lawless Years: The Immigrant (#1.2)
- The Lawless Years: The Jane Cooper Story (#1.3)
- The Lawless Years: The Dutch Schultz Story (#1.5)
- The Lawless Years: The Lion and the Mouse (#1.6)

### Tom & Jerry
- S.O.S. paperina (Little Quacker)
- Il gatto del sabato sera (Saturday Evening Puss)
- Texas Tom
- Jerry e il leone (Jerry and the Lion)
- Il 4 luglio (Safety Second)
- Serata di gala (Tom and Jerry in the Hollywood Bowl)
- Il gatto incastrato (The Framed Cat)
- Topo da biliardo (Cue Ball Cat)
- Gatto casanova (Casanova Cat)
- Jerry e il pesce (Jerry and the Goldfish)
- Il cugino di Jerry (Jerry's Cousin)
- Tom dormiglione (Sleepy-Time Tom)
- Il suo topo Venerdì (His Mouse Friday)
- Attenti al cucciolo (Slicked-up Pup)
- Gatto tutto matto (Nit-Witty Kitty)
- Riposare è bello (Cat Napping)
- Il gatto volante (The Flying Cat)
- Dottore improvvisato (The Duck Doctor)
- I due moschettieri (The Two Mouseketeers)
- Gatto colpito al cuore (Smitten Kitten)
- Tre piccole pesti (Triplet Trouble)
- La foca evasa (Little Runaway)
- Cane legato non morde (Fit to be Tied)
- Il gatto meccanico (Push-Button Kitty)
- Crociera per le Haway (Cruise Cat)
- La casa del sogno (The Dog House)
- Il topo esplosivo (The Missing Mouse)
- Jerry e il jumbo (Jerry and Jumbo)
- Caccia a tempo di valzer (Johann Mouse)
- Lezione di cagneria (That's My Pup)
- Scuola di nuoto (Just Ducky)
- Due piccoli indiani (Two Little Indians)
- Vita con Tom (Life With Tom)
- Figli di nessuno (Puppy Tale)
- Per qualche panino in più (Posse Cat)
- Il singhiozzo del cucciolo (Hic-cup Pup)
- Scuola per topi (Little School Mouse)
- L'arte di arrangiarsi (Baby Butch)
- Follie di topo (Mice Follies)
- Topo napoletano (Neapolitan Mouse)
- Un anatroccolo a terra (Downhearted Duckling)
- Litigio per gli animali di casa (Pet Peeve)
- Moschettiere dilettante (Touché, Pussy Cat!)
- Il balzo a sud dell'anatroccolo (Southbound Duckling)
- Un tranquillo pic-nic (Pup on a Picnic)
- Un topo in vendita (Mouse for Sale)
- Una trappola per Jerry (Designs on Jerry)
- Tom e Cherie (Tom and Chérie)
- Il gatto impertinente (Smarty Cat)
- Lo zio Pecos (Pecos Pest)
- Questa è la mia mamma (That's My Mommy)
- La strega volante (The Flying Sorceress)
- Cuore di picchio (The Egg and Jerry)
- I babysitter (Busy Buddies)
- Muscoli da spiaggia (Muscle Beach Tom)
- L'orso ballerino (Down Beat Bear)
- Blues per gatto triste (Blue Cat Blues)
- Rissa al barbecue (Barbecue Brawl)
- Non disturbare il can che dorme (Tops with Pops)
- Un topo pauroso (Timid Tabby)
- Piccolo orfano (Feedin' the Kiddie)
- Mucho topo (Mucho Mouse)
- Prova inconfutabile (Tom's Photo Finish)
- Un anatroccolo spensierato (Happy Go Ducky)
- Sonno del gatto reale (Royal Cat Nap)
- L'anatroccolo invisibile (The Vanishing Duck)
- Liberiamo Robin Hood (Robin Hoodwinked)
- Il guarda bimbo (Tot Watchers)

## Anni 1960 - 1969
- I magnifici sette
- Hollywood: The Golden Years
- Assassinio sul treno
- Gli ammutinati del Bounty
- La conquista del West
- Tom and Jerry
- Assassinio a bordo
- Assassinio sul palcoscenico
- A Statue for "The Sandpiper"
- Angel's Flight
- Il dottor Živago (Doctor Zhivago)
- Avventura in Oriente
- Voglio sposarle tutte
- Penelope, la magnifica ladra
- Quella sporca dozzina (The Dirty Dozen)
- La ragazza e il generale
- 2001: Odissea nello spazio (2001: A Space Odyssey)
- Se è martedì deve essere il Belgio
- Il capitano di lungo... sorso (The Extraordinary Seaman), regia di John Frankenheimer

### Tom & Jerry
- Il castello misterioso (Switchin' Kitten)
- Battuta di pesca (Down and Outing)
- Tom e Jerry in Grecia (It's Greek to Me-ow!)
- Bistecche a cena (High Steaks)
- Un topo nello spazio (Mouse into Space)
- Via airmails (Landing Stripling)
- Calypso Cat
- Una balena parente di Moby Dick (Dicky Moe)
- Completo per cartoni (The Tom and Jerry Cartoon Kit)
- Nella trappola (Tall in the Trap)
- Triste safari (Sorry Safari)
- Amici per la pelle (Buddies Thicker than Water)
- Tom e Jerry all'opera (Carmen Get It!)
- A caccia sul terrazzo (Pent-House Mouse)
- Il gatto sopra e il topo sotto (The Cat Above and the Mouse Below)
- C'è un dottor Jekill in quel topo? (Is There a Doctor in the Mouse?)
- A pesca di topi (Much Ado About Mousing)
- In una notte di tormenta (Snowbody Loves Me)
- Il topo nel canestro (The Unshrinkable Jerry Mouse)
- Storie di vita (Ah, sweet Mouse-story of Life)
- L'energia a-Tom-ica! (Tom-ic Energy)
- Brutta giornata! (Bad Day At Cat Rock)
- Il travestimento (The Brothers Carry-Mouse-Off)
- Il topo stregato (Haunted Mouse)
- Treno in arrivo (I'm Just Wild about Jerry)
- Jerry e la maga (Of Feline Bondage)
- I due topi (The Year of the Mouse)
- Il piccolo amico (The Cat's Me-ouch)
- Il duello (Duel Personality)
- Jerry sonnambulo (Jerry, Jerry Quite Contrary)
- Jerry e l'elefante (Jerry-Go-Round)
- Amami, Pussycat (Love Me, Love My Mouse)
- Tom e Jerry a bordo (Puss 'N' Boats)
- Filetto di gatto (Filet Meow)
- Tom e Jerry attori (Matinee Mouse)
- Il mostro delle nevi (The A-Tom-Inable Snowman)
- Tom e il gatto giallo (Catty-Cornered)
- Tom e il doppio-gatto (Cat and Dupli-Cat)
- Lotta nell'astronave (O-Solar-Meow)
- Dal futuro alla preistoria  (Guided Mouse-Ille)
- Rock 'n' Rodent
- Dalla padella alla brace (Cannery Rodent)
- La spia di Jerry (The Mouse from H.U.N.G.E.R.)
- Il surf di Tom (Surf-Bored Cat)
- Piano di cattura (Shutter Bugged Cat)
- I robot si ribellano (Advance and Be Mechanized)
- Il sogno di Tom (Purr-Chance to Dream)

## Anni 1970 - 1979
- Norman Jewison, Film Maker
- J.W. Coop
- Top of the Heap
- Black Caesar - Il Padrino nero
- The Trial of Billy Jack
- Pepper Anderson agente speciale
- Il vento e il leone
- Violenza sull'autostrada
- Brother Can You Spare a Dime
- L'eroe della strada
- Pazzo pazzo West!
- The Deadly Tower
- Nashville Girl
- It's Showtime
- La fuga di Logan
- Norman... Is That You?
- Distretto 13 - Le brigate della morte
- Rocky
- Alla conquista del West
- Audrey Rose
- Generazione Proteus
- Io sono il più grande
- Death Game
- Chips
- Bare Knuckles
- Charge of the Model T's
- Il branco
- Goodbye amore mio!
- Telefon
- Hughes and Harlow: Angels in Hell
- Coma profondo
- How the West Was Won
- L'allenatrice sexy
- Malibu Beach
- L'estate della Corvette
- Convoy - Trincea d'asfalto
- Halloween - La notte delle streghe
- The Boss' Son
- Castelli di ghiaccio
- Horror Puppet
- Alla conquista del West
- Hardcore
- Tiro incrociato
- Van Nuys Blvd.
- La corsa di Jericho
- Ritratto di un killer
- Hot Rod
- Porky's Academy
- Rocky II
- Le ali della notte
- La polvere degli angeli
- She's Dressed to Kill
- The Glove
- Penitentiary

## Anni 1980 - 1989
- Nessuno ci può fermare
- Harnessing the Sun
- Fog
- Il grande uno rosso
- He Knows You're Alone
- The Unseen
- Competition
- Cars duel
- The Hearse
- Don't Answer the Phone!
- Hollywood
- To All a Goodnight
- Stripes - Un plotone di svitati
- Il guerriero del ring
- Buddy Buddy
- California Dolls
- Sotto l'arcobaleno
- ...e tutti risero
- Lezioni maliziose
- Ricche e famose
- Per amore e per denaro
- Cannery Row
- Il giustiziere della notte 2
- Pink Floyd - The Wall
- A cena con gli amici
- Forbidden Zone
- Hospital Massacre
- L'ultima vergine americana
- Vendetta ad Hong Kong
- Il serpente alato
- L'esperimento
- Brisby e il segreto di NIMH
- Yes, Giorgio
- American Blue Jeans
- Un giocatore troppo fortunato
- Savage Journey
- I Take These Men
- China Lake
- Zelig
- Wargames - Giochi di guerra
- My Brother's Wedding
- Scherzi di cuore
- La strana voglia
- American College
- Star's lovers
- Barbagialla, il terrore dei sette mari e mezzo
- Something About Amelia
- I pirati della galassia
- Indiana Jones e il tempio maledetto
- American Yuppies
- Il papa di Greenwich Village
- Teachers
- 2010 - L'anno del contatto
- Fuga d'inverno
- The Fantasy Film Worlds of George Pal
- Terrore al luna park
- Posizioni promettenti
- Piramide di paura
- The American Film Institute Salute to Gene Kelly
- L'amore di Murphy
- Il colore viola
- Palle d'acciaio
- Una perfetta coppia di svitati
- Blood & Orchids
- Mississippi Adventure
- Pesce d'aprile
- Odd Jobs
- Venerdì 13 parte VI - Jason vive
- George Washington II: The Forging of a Nation
- S.O.S. Terra
- Senza via di scampo
- Agente Porter al servizio di Sua Maestà
- Otto uomini fuori
- Le mille luci di New York
- Charlie - Anche i cani vanno in paradiso
- Un'arida stagione bianca

## Anni 1990 - 1999
- Return to "The Great Escape"
- Ben-Hur: The Making of an Epic
- Luck, Trust & Ketchup: Robert Altman in Carver Country
- Occhi di serpente
- Il figlio della pantera rosa (Insieme a Filmauro)
- Meet Me in St. Louis: The Making of an American Classic
- Cheating
- That's Entertainment! III
- Paul Merton's Palladium Story
- Empire of the Censors
- Doctor Zhivago: The Making of a Russian Epic
- Hubie all'inseguimento della pietra verde
- Le nuove avventure di Charlie
- Howard Hawks: American Artist
- L'ultima lezione del professor Griffin
- Sports on the Silver Screen
- Nobody Does It Better: The Music of James Bond
- La figlia di un soldato non piange mai
- Lee Marvin: A Personal Portrait by John Boorman
- Anche i cani vanno in paradiso - Un racconto di Natale
- Intimate Portrait: Michele Lee
- The Directors: The Films of Norman Jewison
- Gioco a due

## Anni 2000 - 2009
- Heartbreakers - Vizio di famiglia
- La rivincita delle bionde
- New York at the Movies
- The Directors
- AFI's 100 Years... 100 Passions: America's Greatest Love Stories (documentario)
- Bond Girls Are Forever
- The John Garfield Story
- Heroes of Comedy: Women on Top (documentario)
- Una bionda in carriera
- De-Lovely - Così facile da amare (De-Lovely), regia di Irwin Winkler
- Edgar G. Ulmer - The Man Off-screen (documentario)
- TV's Greatest Cars (documentario)
- Movies' Greatest Cars (documentario)
- Filmography: Keanu Reeves (documentario)
- Spaceballs: The Documentary (documentario)
- Friz on Film
- La Pantera Rosa (film 2006) (insieme a Columbia Pictures)
- Material Girls
- 20 to 1: Amazing Moments in Music (documentario)
- Gladiators
- Igor
- Bring Back... Fame (documentario)

- La Pantera Rosa 2 (Insieme a Columbia Pictures)

## Anni 2010 - 2019
- Millennium - Uomini che odiano le donne
- Hansel and Gretel: Witch Hunters
- Hotel Transylvania
- Red Dawn - Alba rossa (Red Dawn)
- Skyfall (insieme a Columbia Pictures)
- Il matrimonio che vorrei (insieme a Columbia Pictures)
- Lo Hobbit - Un viaggio inaspettato (insieme a New Line Cinema)
- 21 Jump Street, regia di Phil Lord e Christopher Miller (insieme a Columbia Pictures, Relativity Media, Original Film, Cannell Studios
- Vikings - serie TV
- Lo Hobbit - La desolazione di Smaug (insieme a New Line Cinema)
- Lo Hobbit - La battaglia delle cinque armate (insieme a New Line Cinema)
- Hercules - Il guerriero (Hercules, insieme a Paramount Pictures)
- RoboCop, regia di José Padilha (insieme a Columbia Pictures, Revival 629 e Strike Entertainment)
- 22 Jump Street, regia di Phil Lord e Chris Miller (insieme a Columbia Pictures, Original Film, Lord Miller Productions, Relativity Media
- Spectre, regia di Sam Mendes
- Creed - Nato per combattere (Creed)
- Ben-Hur
- I magnifici 7 (The Magnificent Seven)
- Insospettabili sospetti (Going in Style)
- Detroit
- Tomb Raider
- Operation Finale
- Millennium - Quello che non uccide (The Girl in the Spider's Web)
- Creed II
- La famiglia Addams (The Addams Family)

## Anni 2020
- No Time to Die, regia di Cary Fukunaga
- Respect, regia di Liesl Tommy
- Candyman
- La famiglia Addams 2 (The Addams Family 2)
- La furia di un uomo - Wrath of Man (Wrath of Man)
- Snake Eyes: G.I. Joe - Le origini (Snake Eyes: G.I. Joe Origins)
- House of Gucci
- Samaritan
- Tremila anni di attesa (Three Thousand Years of Longing)
- Bones and All
- Creed III
- Challengers
- Uno Rosso
- A Working Man
- After the Hunt